# Kubińcowa Skała

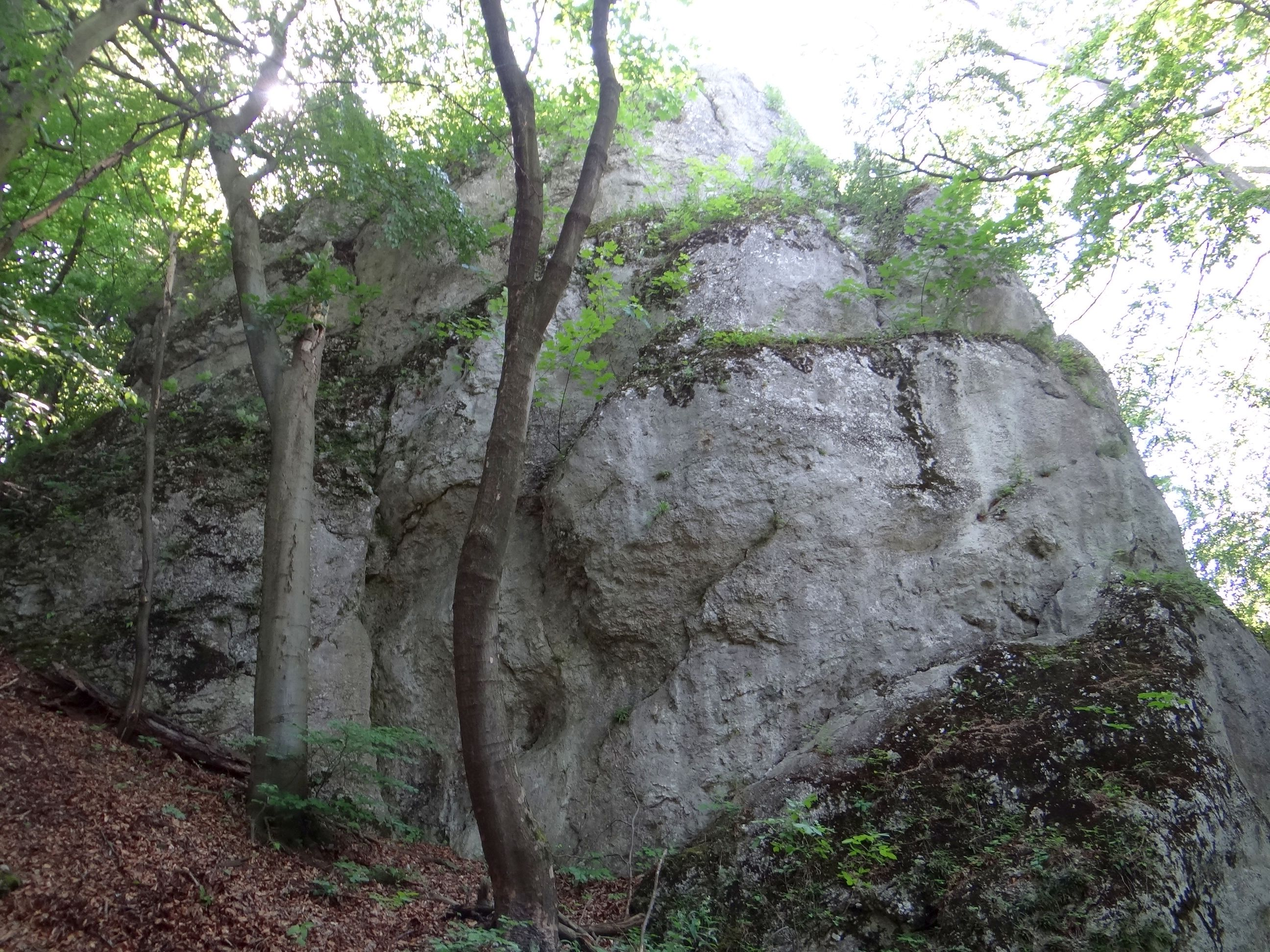

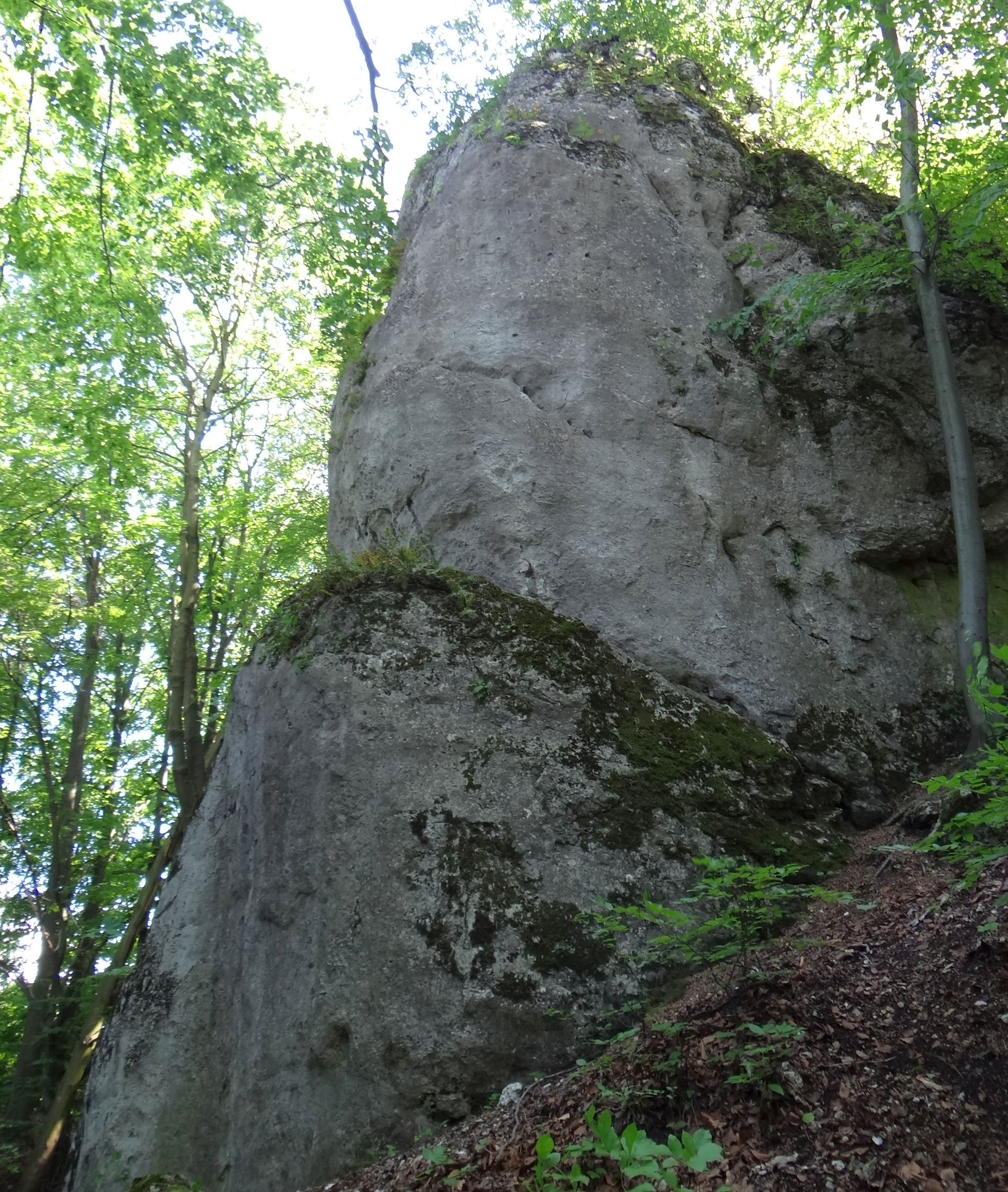

Kubińcowa Skała – skała w Pierunkowym Dole, w miejscowości Nielepice, w województwie małopolskim, w powiecie krakowskim, w gminie Zabierzów. Pod względem geograficznym znajduje się na Garbie Tenczyńskim (część Wyżyny Krakowsko-Częstochowskiej) w obrębie Tenczyńskiego Parku Krajobrazowego.
Kubińcowa Skała to jedna z kilkunastu Kubińcowych Skał znajdujących się w lesie na grzbiecie w orograficznie prawych zboczach Pierunkowego Dołu (u wylotu ulicy Klonowej). Na trzech z nich uprawiana jest wspinaczka skalna (pozostałe to Kubińcowa Baszta i Kubińcowa Igła). Zbudowane są z wapieni skalistych. Kubińcowa Skała ma wysokość do 15 m, ściany połogie lub pionowe z kominem. Górne części Kubińcowej Baszty i Kubińcowej Skały przylegają do siebie, dołem tworząc wysoką szczelinę o szerokości umożliwiającej przejście człowieka. Tworzenie dróg wspinaczkowych nie jest jeszcze ukończone. Do 2020 r. wspinacze na Kubińcowej Skale poprowadzili 5 dróg wspinaczkowych o trudności od IV+ do VI+ w skali krakowskiej i długości do 16 m. Są też 3 projekty. 4 drogi mają zamontowane stałe punkty asekuracyjne: ringi (r) i stanowiska zjazdowe (st). Drogi mają wystawę zachodnią, północno-wschodnią, wschodnią i południowo-wschodnią.

## Drogi wspinaczkowe
1. Pierunkowa rysa; V, 14 m
2. Projekt; 15 m
3. Projekt
4. Projekt
5. Kosmiczny kominek; 3r + st, VI+, 11 m
6. Redból; 4r + st, V+, 10 m
7. Frajerrari; 4r + st, V+, 10 m
8. Lotjusz; 2r + st, IV+, 9 m[3].